# 28. Reserve-Division (Deutsches Kaiserreich)
Die 28. Reserve-Division war ein Großverband der Preußischen Armee im Ersten Weltkrieg.

## Gliederung

### Kriegsgliederung bei Mobilmachung 1914
- 55. Reserve-Infanterie-Brigade
  - Reserve-Infanterie-Regiment Nr. 49
  - Reserve-Infanterie-Regiment Nr. 109
  - Reserve-Jäger-Bataillon Nr. 8
- 56. Reserve-Infanterie-Brigade
  - Reserve-Infanterie-Regiment Nr. 110
  - Reserve-Infanterie-Regiment Nr. 111
  - Großherzoglich-Mecklenburgisches Reserve-Jäger-Bataillon 14
- Reserve-Dragoner-Regiment Nr. 8
- Reserve-Feldartillerie-Regiment Nr. 29
- 1. Reserve-Kompanie/Pionier-Bataillon Nr. 13
- 2. Reserve-Kompanie/Pionier-Bataillon Nr. 13

### Kriegsgliederung vom 26. Mai 1918
- 56. Reserve-Infanterie-Brigade
  - Reserve-Infanterie-Regiment Nr. 109
  - Reserve-Infanterie-Regiment Nr. 110
  - Reserve-Infanterie-Regiment Nr. 111
- 3. Eskadron/3. Badisches Dragoner-Regiment „Prinz Karl“ Nr. 22
- Artillerie-Kommandeur Nr. 144
  - Reserve-Feldartillerie-Regiment Nr. 29
- Pionier-Bataillon Nr. 328
- Divisions-Nachrichten-Kommandeur Nr. 428

## Gefechtskalender

### 1914
- 5. bis 19. August --- Gefechte in den Vogesen
- 20. bis 22. August --- Schlacht in den mittleren Vogesen
- 22. August bis 14. September --- Schlacht vor Nancy-Épinal
- 23. September bis 6. Oktober --- Schlacht an der Somme
- 7. bis 10. Oktober --- Stellungskämpfe westlich St. Quentin
- ab 10. Oktober --- Stellungskämpfe im Artois westlich Bapaume

### 1915
- 1. Januar bis 31. Dezember --- Stellungskämpfe im Artois westlich Bapaume
  - 7. bis 13. Juni --- Gefecht an der Serre

### 1916
- bis 23. Juni --- Stellungskämpfe im Artois westlich Bapaume
- 24. Juni bis 6. Juli --- Schlacht an der Somme
- 17. Juli bis 4. Oktober --- Stellungskämpfe in der Champagne
- 9. bis 24. Oktober --- Schlacht an der Somme
- ab 28. Oktober --- Stellungskämpfe vor Verdun
  - 6. Dezember --- Kämpfe auf Höhe 304
  - 28. Dezember --- Kämpfe auf dem Toten Mann

### 1917
- bis 31. März --- Stellungskämpfe vor Verdun
  - 25. bis 28. Januar --- Kämpfe auf Höhe 304
  - 18. bis 29. März --- Kämpfe am Wald von Malancourt und auf Höhe 304
- 1. bis 14. April --- Stellungskämpfe vor Verdun
- 15. April bis 19. Mai --- Doppelschlacht an der Aisne und in der Champagne
- 20. Mai bis 27. August --- Stellungskämpfe vor Verdun
  - 12. bis 27. August --- Abwehrschlacht bei Verdun
- 28. August bis 12. Dezember --- Stellungskämpfe in der Champagne
- ab 12. Dezember --- Reserve der Heeresgruppe „Kronprinz Rupprecht“ bei Sedan

### 1918
- bis 5. Januar --- Reserve der Heeresgruppe „Kronprinz Rupprecht“ bei Sedan
- 7. Januar bis 23. Mai --- Stellungskämpfe in der Champagne
- 27. Mai bis 13. Juni --- Schlacht bei Soissons und Reims
  - 28. Mai bis 1. Juni --- Verfolgungskämpfe zwischen Oise und Aisne und über die Vesle bis zur Marne
  - 30. Mai bis 13. Juni --- Angriffskämpfe westlich und südwestlich von Soissons
- 14. Juni bis 4. Juli --- Stellungskämpfe zwischen Oise, Aisne und Marne
- 5. bis 14. Juli --- Stellungskämpfe zwischen Aisne und Marne
- 15. bis 17. Juli --- Angriffsschlacht an der Marne und in der Champagne
- 18. bis 25. Juli --- Abwehrschlacht zwischen Soissons und Reims
- 26. Juli bis 3. August --- Bewegliche Abwehrschlacht zwischen Marne und Vesle
- 4. August bis 3. September --- Stellungskämpfe an der Vesle
- 12. bis 14. September --- Ausweichkämpfe im Mihiel-Bogen
- 15. September bis 10. Oktober --- Stellungskämpfe in der Woëvre-Ebene und westlich der Mosel
- 11. bis 23. Oktober --- Stellungskämpfe in der Woëvre-Ebene
- 24. Oktober bis 4. November --- Schlacht um Valenciennes
- 25. Oktober bis 4. November --- Kämpfe vor und in der Hermannstellung
- 4. bis 11. November --- Rückzugskämpfe vor der Antwerpen-Maas-Stellung
- ab 12. November --- Räumung des besetzten Gebietes und Marsch in die Heimat

## Kommandeure
| Dienstgrad      | Name                      | Datum                                |
| --------------- | ------------------------- | ------------------------------------ |
| Generalleutnant | Curt von Pavel            | 02. August 1914 bis 3. Januar 1916   |
| Generalleutnant | Ferdinand von Hahn        | 04. Januar 1916 bis 4. Februar 1917  |
| Generalleutnant | Alfred Ziethen            | 05. Februar bis 7. Oktober 1917      |
| Generalmajor    | August Bernhard von Geyso | 08. Oktober bis 13. Dezember 1917    |
| Generalmajor    | Siegfried von Held        | 14. Dezember 1917 bis 24. April 1918 |
| Generalleutnant | Constantin von Altrock    | 25. April 1918 bis 2. April 1919     |